# Modlitba svatého Tomáše Mora
Modlitba svatého Tomáše Mora, připisovaná tomuto anglickému světci, odráží jeho zbožnost i smysl pro humor. Oblíbil si ji také papež František, který se ji modlí každý den.
Ve zhudebněné podobě je zařazena v modré Hosaně pod číslem 144 jako píseň před jídlem se čtyřmi slokami. Ve zpěvníku Svítá je pod číslem 56.

## Český text modlitby
Dopřej mi chuť k jídlu, Pane,

a také něco, co bych jed,

dej mi zdravé tělo, Pane,

a nauč mě s ním zacházet.

Dej mi zdravý rozum, Pane,

ať vidím dobro kolem nás,

ať se hříchem nevyděsím

a napravit jej umím včas.

Dej mi mladou duši, Pane,

ať nenaříká, nereptá,

dej, ať neberu moc vážně

své pošetilé malé já.

Dej mi, prosím, humor, Pane,

a milost, abych chápal vtip,

ať mám radost ze života

a umím druhé potěšit.

Amen.